# Jacobus Gronovius
Jacobus Gronovius o Jacob Gronow (1645 – 1716) era un filòleg een neerlandès.
Era fill d'Aleyda ten Nuyl de Deventer i del filòleg alemany Johann Friedrich Gronovius i pare del botànic Jan Frederik Gronovius. La família es va establir a Leiden el 1658. Gronovius hi estudiava dret i llengües clàssics. El 1665, se'n va anar cap a un oncle a Hamburg per fugir d'una epidemia de pesta. Després va continuar els estudis a Anglaterra. El 1671 va anar a París i el 1672 amb Adriaen Paets el regent de Rotterdam i emissari extraordinari de la Generalitat dels Països Baixos cap a Espanya. El 1674 va anar cap a Itàlia on el granduc de Toscana el va nomenar catedràtic a la Universitat de Pisa. Només poques mesos després va tornar d'avui a demà, probablement perquè temia problemes amb la Inquisició. Va viure a ca l'avi a Deventer fins que el 1679 va ser nomenat catedràtic d'història, de grec antic i més tard també d'eloqüència a Leiden. Va casar Anna van Vredenburgh de Rotterdam el 1680, van tenir dos fills. Va ensenyar a la universitat de Leiden fins a la seva mort el 21 d'octubre del 1716.
Gronovius és conegut pel llibre Thesaurus antiquitatum Graecarum (1697-1702) en tretze volums. Tot i ser un treballador sense descans, les seves obres compilatòries no porten gaire lluny i no es pot comparar amb l'obra del pare. No temia la polèmica i era conegut pel seu caràcter tossut i aficionat d'intrigues.